# خاویر دل پینو
خاویر دل پینو (انگلیسی: Javier del Pino؛ زادهٔ ۱۰ ژوئیهٔ ۱۹۸۰) بازیکن فوتبال اهل اسپانیا است.
از باشگاه‌هایی که در آن بازی کرده‌است می‌توان به باشگاه فوتبال خرز، باشگاه فوتبال اتلتیکو مادرید، باشگاه فوتبال اتلتیکو مادرید بی، و باشگاه فوتبال نومانسیا اشاره کرد.